# Michael Schnetter

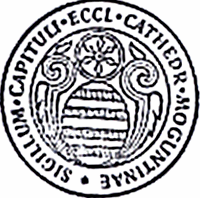
Siegel des Mainzer Domkapitels, 19. Jahrhundert

Michael Schnetter (* 26. September 1788 in Hammelburg; † 22. Mai 1854 in Mainz) war ein deutscher katholischer Priester des Bistums Speyer und Domkapitular in Mainz.

## Leben und Wirken
Michael Schnetter studierte in Aschaffenburg Theologie und wurde dort 1812 zum Priester geweiht. Einer seiner Mitstudenten war hier der spätere Mainzer Bischof Peter Leopold Kaiser, mit dem er zeitlebens befreundet blieb.
Ab 1816 amtierte Michael Schnetter als Kaplan von Stadtprozelten. Er unterrichtete und förderte hier Jugendliche um sie zum Eintritt in die höheren Klassen der Lateinschule vorzubereiten. Darunter befand sich der hier beheimatete Georg Anton Stahl, nachmals Bischof von Würzburg. Auch mit ihm blieb er zeitlebens verbunden.
Als das Bistum Speyer 1817 wiedergegründet wurde und der erste neue Bischof Matthäus Georg von Chandelle aus Aschaffenburg in die Pfalz kam, folgten ihm aus seiner Heimat mehrere Priester. Dazu gehörte auch Michael Schnetter. Am 15. Oktober 1819 erfolgte seine Ernennung zum Pfarrer von Grünstadt, am 15. Mai 1822 zum Pfarrer von Mutterstadt. Mit Datum vom 29. November 1829 wechselte der Priester auf die Pfarrstelle zu Deidesheim. 1831 berief ihn König Ludwig I. von Bayern zum Mitglied des Pfälzischen Bezirkstags.
1834 wählte man Schnetters Jugendfreund Peter Leopold Kaiser zum Bischof von Mainz. Dieser holte ihn in seine Umgebung und ernannte ihn 1837 zum Präbendar am Mainzer Dom, wodurch er zum 8. September 1837 aus der Diözese Speyer ausschied. Im Auftrag des Mainzer Domkapitels und der großherzoglich Hessischen Regierung bot Michael Schnetter, im Mai 1838, seinem schon genannten Schüler Georg Anton Stahl, der als Professor in Würzburg wirkte, einen Ruf an die katholische Fakultät der Universität Gießen an. Das Angebot ging offenbar auf seinen eigenen Vorschlag zurück, Stahl lehnte jedoch ab.
1839 erfolgte Schnetters Berufung zum Mainzer Domkapitular. Als solcher war er u. a. bei der Neuauflage des Mainzer Diözesangesangbuches von 1841 für den musikalischen Teil verantwortlich. Er gehörte mit drei weiteren Domherren 1849 zur Mehrheitsgruppe des Domkapitels, welche nach Kaisers Tod den als liberal geltenden Gießener Theologieprofessor Leopold Schmid zum Bischof wählte. Papst Pius IX. weigerte sich jedoch, diese Wahl zu bestätigen und ernannte stattdessen Wilhelm Emmanuel von Ketteler zum Mainzer Oberhirten.
Michael Schnetter, der auch zum Geistlichen Rat avanciert war, starb am 22. Mai 1854. Er hatte mehrere theologische Schriften verfasst, die anonym erschienen und gehörte seit 1850 dem Mainzer Altertumsverein an.